# 比豪尔瑙吉包约姆
比豪尔瑙吉包约姆（匈牙利語：Biharnagybajom）是匈牙利豪伊杜-比豪尔州所辖的一个村。总面积61.35平方公里，总人口2775，人口密度45.2人/平方公里（2011年1月1日）。